# Ántero Flores-Aráoz
Ántero Flores-Aráoz Esparza (Lima, 28 febbraio 1942) è un politico e avvocato peruviano.

## Biografia
Nato a Lima il 28 febbraio 1942, studia prima alla Pontificia Università Cattolica e poi all'Universidad Nacional Mayor de San Marcos, nella quale si laurea in giurisprudenza. Dopodiché lavora come professore presso l'Università di Lima e all'Università di San Martín de Porres.

### Carriera politica
Militante del Partito Popolare Cristiano, si candida alla Camera dei deputati (l'attuale Congresso della Repubblica) nel 1985, anche se riesce ad essere eletto solo cinque anni dopo, nel 1990. Nonostante la legislatura duri cinque anni, rimane in carica in parlamento circa due anni a causa del colpo di Stato dell'ex presidente Fujimori.
Alle elezioni del 1992 è eletto al Congresso costituente democratico, mentre nel 1995 diviene membro dell'attuale Congresso. Lui, Lourdes Flores e Xavier Barrón erano gli unici politici del PPC eletti in parlamento.
A causa del divieto alla partecipazione del PPC alle elezioni generali del 2000, entra temporaneamente a far parte del partito Perù Possibile, venendo eletto. L'anno successivo è riconferato parlamentare con la coalizione Unità Nazionale per il periodo 2001-2006.
Nel luglio 2004 viene nominato presidente del Congresso della Repubblica, vincendo le elezioni in parlamento contro l'ex primo ministro Luis Solari.
Il 2 dicembre 2006 viene reso noto che dal gennaio 2007 Ántero Flores-Aráoz sarebbe divenuto rappresentante permanente del Perù presso l'Organizzazione degli Stati Americani.
Sempre nel 2007 lascia il Partito Popolare Cristiano a causa di alcuni disaccordi con la politica Lourdes Flores. Nel dicembre dello stesso anno è designato dal presidente Alan García e dal premier Jorge del Castillo ministro della difesa, sostituendo Allan Wagner. In tale veste deve affrontare la disputa territoriale marittima tra Perù e Cile.
Nel frattempo diventato primo ministro Yehude Simon, tra il 2008 e il 2009, in qualità di ministro della difesa, diviene presidente del comitato contro il terrorismo dell'Organizzazione degli Stati Americani.
Nel luglio 2009 si dimette come ministro dopo la rinuncia del presidente del Consiglio Yehude Simon nel pieno della crisi politica.
Nel 2016 si candida alle elezioni per la presidenza col partito da lui fondato chiamato "Ordine".
Nel frattempo divenuto indipendente, tra le proteste del 2020 viene scelto per ricoprire l'incarico di presidente del Consiglio dei ministri, entrando ufficialmente in carica l'11 novembre dello stesso anno. In seguito alla rinuncia alla presidenza del 15 novembre di Manuel Merino, si dimette anche Ántero Flores-Aráoz assieme al suo gabinetto politico.
Nell'ottobre 2021 la procuratrice generale del Perù Zoraida Ávalos presenta in parlamento una denuncia costituzionale nei confronti del presidente Merino, dello stesso Flores-Aráoz e del ministro dell'interno Gastón Rodríguez a seguito della morte di due persone durante le proteste dell'anno precedente.